# Trematomus nicolai
Trematomus nicolai är en fiskart som först beskrevs av George Albert Boulenger 1902.  Trematomus nicolai ingår i släktet Trematomus och familjen Nototheniidae. Inga underarter finns listade i Catalogue of Life.